# Kostel svatého Mikuláše (Truskolasy)
Kostel svatého Mikuláše (polsky: Kościół św. Mikołaja) je dřevěný římskokatolický farní kostel v obci Truskolasy v gmině Wręczyca Wielka okrese Kłobuck ve Slezském vojvodství v Polsku. Náleží farnosti svatého Mikuláše z Myry a svaté místo (sanktuarium) Panny Marie z Truskolas děkanátu Truskolasy v arcidiecézi čenstochovské. Kostel je veden v seznamu kulturních památek Slezského vojvodství pod číslem1108/69 ze dne 27. prosince 1968 a 66/76/A z 17. února 1978 a je součástí Stezky dřevěné architektury ve Slezském vojvodství čenstochovský okruh.

## Historie
Na místě původního kostela, který byl rozebrán v roce 1736, nechal postavit nový kostel se dvěma věžemi držitel křepického starostenství Józef Winner v roce 1737. Konsekrován byl 26. listopadu 1746 krakovským světícím biskupem Michałem Kunickim. Do roku 1810 byl součástí farnosti svatého Martina v Kłobucku, který patřil řádu Božího hrobu. Svatyně byla několikrát opravována, např. v roce 1835 bylo opraveno nachýlení věže, střecha kostela pokryta šindelem, v letech 1871–1881 byla provedena obnova interiérového zařízení. V roce 1877 byla vichřicí natolik poškozená jedna věž kostela, že bylo rozhodnuto rozebrání obou věží. V roce 1881 byly stěny kostela obloženy deskami na místo dřívějšího krytí šindelem. Další opravy byly provedeny v letech 1948–1949. V roce 1987 byla střecha pokrytá plechem.
V letech 2006–2007 byla provedená generální oprava kostela, kdy byly vyměněny zničené konstrukční části, na střechu byl vrácen šindel.
V roce 2009 byl kostel oceněn v akci Zabytek Zadbany Generálním konzervátorem památek za provedení generální opravy dřevěného farního kostela sv. Mikuláše z první poloviny 18. století.

## Architektura

### Exteriér
Kostel je barokní dřevěná roubená neorientovaná trojlodní stavba na kamenné podezdívce na půdorysu kříže, původně se dvěma věžemi u jihozápadního průčelí. Stavební materiálem bylo modřínové dřevo. Kněžiště (je ve směru severovýchod) je užší než loď, má půdorys obdélníku s trojbokým závěrem a sakristií s oratoří v patře na severovýchodní straně. Prostor lodí je na půdorysu obdélníku a je rozdělený dvěma řadami sloupů na širokou hlavní loď a dvě užší boční lodě. K lodím přiléhají symetricky dvě boční kaple (Panny Marie Škapulířové a svatého Jozefa) s trojbokým uzávěrem a vytvářejí tak pseudotransept. Kostel má šindelovou sedlovou střechu, nad kaplemi a kněžištěm jsou hřebeny níže, nad kněžištěm je střecha zvalbená. Na hřebeni hlavní lodi je umístěn čtyřboký sanktusník s jehlanovou střechou. Na jihozápadním průčelí je přístavek (babinec). Kostel je oplocen. 
U kostela se nachází vzpěradlová kovová zvonice postavená po roce 1945, krytá sedlovou stříškou. Na seznam přírodních památek je zapsána lípová alej, která vede ke kostelu. Staré lípy mají v obvodu až pět metrů.

### Interiér
Hlavní loď a kněžiště mají valenou klenbu, boční lodě a kaple jsou plochostropé. Kruchta čtvercového půdorysu s rovným parapetem postavená na čtyřech dřevěných sloupech je vysunutá do středového prostoru v jihozápadní části hlavní lodi. Varhany od firmy Dominika Biernackého pocházejí z přelomu 19. a 20. století. Ve vítězném oblouku jsou dva sponové trámy s barokní skupinou Ukřižování. V letech 1903–1909 byla provedena polychromie, autor výzdoby je Stanisław Ligon a Wacłav Skomierski. Vybavení kostela je převážně pozdněbarokní. Nachází se zde šest oltářů:
- Hlavní oltář z první poloviny 18. století se zázračným obrazem Panny Marie z Truskolas a relikviáři svatého Valentina a svaté Teodory a s obrazem svatého Mikuláše.
- Pozdněbrokní boční oltář na evangelijní straně je zasvěcený svatému Františkovi.
- Boční pozdněbarokní oltář na epištolní straně je zasvěcený svatému Antonínovi.
- V kapli na severozápadní straně jsou dva oltáře. Oltář svatého Jozefa s obrazem svaté Barbory a rokokový oltář svatého Rocha.
- V boční kapli na jihovýchodní straně jsou dva oltáře. Barokní oltář Panny Marie Škapulířové s obrazem Proměna Páně a oltář s řezbou Ukřižování.

Barokní ambon pocházející z druhé poloviny 17. století byl v roce 1880 předělán.

### Obraz Panny Marie z Truskolas
Na hlavním oltáři se nachází obraz Panny Marie z Truskolas ve stříbrné sukénce, která je proslavená zázraky. Obraz představuje Pannu Marii s dítětem ve stylu hodegetrie (typ ikonografie). Je malován olejovou technikou na plátně. Autorem obrazu je malíř Bobrowski z Widawy nad řekou Nieciecza. Podle legendy byl obraz dán do zástavy kováři Grzegorzi Knosze, v době prvního nájezdů Švédů, byl nalezen "pod lavicí" a umístěn do kaple za vesnicí a následně znovu umístěn do kostela, to způsobilo svatozář kolem obrazu. V roce 1686 byl obraz uznán svatým. Po jeho uznání za zázračný a po svolení biskupa  Mikoláše Obornického, byl umístěn na hlavní oltář. V roce 1736 byl starý kostel rozebrán a obraz byl slavnostně umístěn v hlavním oltáři nového kostela.